# 43 M. ismétlőpuska
A 43 M. ismétlőpuska magyar–német fejlesztésű forgó-tolózáras (forgódugattyús) ismétlőpuska, amely a német 7,92×57 mm Mauser töltényt tüzeli. A tengelyhatalmak töltényegységesítési igényeinek megfelelően lett kifejlesztve a magyar 35 M. ismétlőpuska felhasználásával, módosításával. A módosítások érintették a csövet (teljes csőcsere), a dugattyúgomb-fogantyút lefelé ívelték, képessé tették a német Mauser-szuronyok feltűzésére, valamint a hordszíjjon is változtattak (Mauser mintára keresztirányban átvezették a tusán a szíjat), továbbá zártabb és kétsoros Mauser-tölténytárkerettel szerelték fel (emiatt módosították az alsó ágyazást is). Noha a Mauser-zár helyett a Magyarországon már régóta alkalmazott Mannlicher-zárat használták fel, mégis több típusazonosságot mutat fel a Karabiner 98K-val a fentiek szerint. A Fémáru Fegyver és Gépgyár gyártotta a típust 1941 közepétől a második világháború végéig német megrendelésre, a Harmadik Birodalom Gewehr 98/40 (vagy Infanterie Gewehr 98/40) néven állította hadrendbe, az első szállítmányt 1941. október 13-án adták át. Hadvezetésük azoknak a német csapatoknak szánta, akik a magyar csapatok mellett harcoltak a keleti fronton. A magyar vezetést is meggyőzte az átalakítás és 1943-ban 43 M. ismétlőpuska néven hadrendbe állította a Magyar Királyi Honvédség is. A két típusváltozat némileg eltér egymástól.

## Felépítése
A fegyvertípus ismétlőfegyver, forgó-tolózáras (korabeli nevén „forgódugattyús”) rendszerű. A zár Mannlicher-típusú, a dugattyún két reteszelő szemölcs van kialakítva. A dugattyútest mellső részén kapott helyet a zárfej, a hüvelyvonó és a kivető. A biztosító kar az ütőszeganyacsavar felett kapott helyet (zárócsapó és rugója), az ütőszeganyacsavar és a fogantyúrész (dugattyútest) között pedig az ütőszegfej, a 35 M. ismétlőpuskáéhoz hasonlóan. Középágytáras, Mauser-típusú kétsoros tárkeret helyezhető el a tárfészekben, ami alulról fém fedőlemezzel van lezárva, abban laprugó szorítja a zárhoz a betárazott töltényt. A fedőlemezt a sátorvas mellső részébe szerelt, csapon mozgó acéltüske szorítja a fészeknyílás aljához. A fegyverre felszerelhető a magyar 35 M. szurony, valamint a német Mauser-szuronyok (utóbbiakat csak a németek használta kiegészítő szerelékkel).
A farészek a 35 M. ismétlőpuskáéhoz hasonlóan három részből állnak: a tusa, melyet le lehet szerelni az ágyazásról (a tusaösszekötő kapcsolja össze a szekrénnyel, a tokkal és az alsóágyazással; a tusát az összekötőre csavarlemezes összekötőcsavar feszíti rá), az alsóágy, amely az alsókarika, és a felsőágy, amely a felsőkarika révén rögzíthető a fegyveren. Anyagaik 1944-es évig diófa, 1944-es évben laminált faanyagra váltottak a termelés leállásáig.